# 天津中医药大学
天津中医药大学始建于1958年，原名天津中医学院，2006年正式更名为天津中医药大学。1992年经国家教委批准，加挂中国传统医药国际学院校牌。天津中医药大学位于天津市静海区团泊新城西区鄱阳湖路10号。
天津中医药大学现有14个教学学院、2个学部、2个研究院所。学校附设第一附属医院、第二附属医院和附属保康医院等3所直属附属医院以及第四附属医院、附属武清中医院、附属北辰中医院、天津中医药大学附属南开中医院、天津市人民医院、天津市中医药研究院附属医院6家非直属合作办学医院。同时，天津中医药大学正在与静海区人民政府合作在天津健康产业园内筹建第三附属医院。

## 沿革
- 1958年8月1日，经国务院批准建立天津中医学院。原天津市中医学校并入，在王串场建立新校舍（原址改为中医研究班）。10月11日，天津中医学院正式建立，校址在天津市和平区睦南道20号。学院隶属天津市领导。学院是由天津市西医学习中医班、中医进修班、天津市中医医院、天津中医学校合并建立的。设中医专业，大学本科，学制五年，招收高中毕业生。
- 1962年，学院迁入河北区王串场真理道。
- 1964年，根据河北省政府决定将原河北中医学院全部教师和图书资料并入天津中医学院。10月，天津中医学院附属王串场医院建成并开诊。天津中医学院附属王串场医院建成投入使用。
- 1970年，天津中医学院附属王串场医院改为隶属天津市河北区卫生局领导，更名为“天津市河北区王串场中医医院”。天津中医学院迁至石家庄并入河北医学院，改称河北新医大学。
- 1978年4月25日，中华人民共和国国务院批准重建天津中医学院。
- 1979年，经中华人民共和国国务院学位委员会批准，学院开始招收硕士研究生，设中医基础、中医内科、中医外科、中医妇科、中医儿科、针灸学、医史文献七个硕士研究生学位点。天津市立中医医院划归中医学院，改为天津中医学院第一附属医院。
- 1981年2月，天津市河北区王串场中医院重新归属学院，定名为天津中医学院第二附属医院。
- 1992年，經國家教委批准加掛中國傳統醫藥國際學院校牌，為天津中醫學院。
- 2006年，更名為天津中醫藥大學。
- 2012年，天津中医药大学与天津医院联合成立了天津中医药大学中西医结合骨科学院。
- 2014年4月，学校入选第二批国家创新人才培养示范基地，成为首家获批“国家创新人才培养示范基地”的天津市属高校。7月，天津中医药大学与天津市人民医院签署长期合作协议，共同组建了天津中医药大学中西医结合学院。
- 2015年，根据《教育部、国家中医药管理局关于批准卓越医生（中医）教育培养计划改革试点高校的通知》，学校成为中医拔尖创新人才培养模式改革和五年制本科人才培养模式改革试点高校。
- 2016年8月1日，天津中医药大学双峰道校区正式清校移交。
- 2017年9月，学校入选世界一流大学和一流学科建设（简称“双一流”）高校及建设学科名单。
- 2018年4月，学校整体搬迁到静海区新校区；同年，学校成为国家中医药管理局与天津市政府共建高校。
- 2018年7月24日，学校成为世界一流中医药大学建设联盟成员。
- 2023年8月14日，“达仁堂杯”全国中医药院校第十五届传统保健体育运动会开幕式在天津中医药大学体育馆举行[1]。

## 院系设置
天津中医药大学设16个学院（学部），31个本科专业。
- 中医学院
- 中西医结合学院
- 针灸推拿学院
- 中药学院
- 中药制药工程学院
- 护理学院
- 管理学院
- 文化与健康传播学院
- 体育健康学院
- 研究生院
- 国际教育学院
- 继续教育学院
- 马克思主义学院
- 实验教学部
- 临床实训教学部
- 公共卫生与健康科学学院

## 附属医院

### 直属附属医院
- 天津中医药大学第一附属医院
- 天津中医药大学第二附属医院
- 天津中医药大学附属保康医院

### 合作办学医院
- 天津中医药大学武清中医院
- 天津中医药大学北辰中医院
- 天津中医药大学南开中医院
- 天津中医药大学第第四附属医院

## 學校刊物
- 《天津中醫藥大學學報》
- 《天津中醫藥》
- 《中醫腦病雜誌》

## 日本分校
天津中醫藥大學日本分校（天津中医薬大学中薬学院日本校）位於日本兵庫縣神戶市中央區。
日本分校學生在最後一個學年將前往中華人民共和國天津中醫藥大學本校修業，專業課程和中文課程為修習特色。從所有課程中畢業後將被授予在中華人民共和國藥理學學士學位。日本文部科學大臣指定的海外大學在日本分校（外国大学的日本分校），此校畢業生視同於日本的大學畢業生，也可以往日本國內的研究所進行升學。

## 外部連結
- 天津中医药大学
- 天津中醫藥大學日本分校（日語）